# 贝莉·布拉姆
贝莉·布拉姆（英語：Bailey Bram，1990年9月5日—），加拿大女子冰球运动员，场上位置是前锋。她曾代表加拿大国家队参加2018年冬季奥林匹克运动会冰球比赛，获得一枚银牌。